# Kaz Garas
Pour les articles homonymes, voir Garas.
Kaz Garas de son vrai nom Kaizimer Gaizutis est un acteur américain, né le 4 mars 1940 à Kaunas, en Lituanie. 
Il est essentiellement connu dans le monde pour son rôle de Hamlyn Gint dans la série Strange Report.

## Vie et carrière
Né en Lituanie, sa famille déménage en 1949 pour les États-Unis. Il commence véritablement sa carrière à l'âge de 26 ans dans de nombreuses séries. Il a pris sa retraite après 2004. Il a à son actif 89 apparitions dans des films, séries, mini-séries et téléfilms.

## Séries télévisées
- 1966 : Seaway (série TV) : Heinz
- 1968 : Sur la piste du crime (série TV) : Jack Hill
- 1968 : Hawaï police d'État (série TV) : Johnny Fargo
- 1969 : Gunsmoke (série TV) : Keith
- 1969 : Les Règles du jeu (série TV) : Sheriff Finnegan
- 1969 : Hawaï police d'État (série TV) : Craig Howard
- 1969-1970 : Strange Report (série TV) : Hamlyn Gint
- 1970 : Le Virginien (série TV) : Buster Floyd
- 1970 : Dan August (série TV) : Phillip Henderson
- 1970 : Docteur Marcus Welby (série TV) (2 épisodes) : Alex Kovak / John Christopher
- 1970 : The Interns (série TV) : Walt Chaucer
- 1971 : La Nouvelle Équipe (série TV) : Révérend Jimmy Douglas
- 1971 : Le Grand Chaparral (série TV) : Lieutenant Allen
- 1971 : Insight (série TV) : Alex Andrakia
- 1971 : Sur la piste du crime (série Tv) : Del Keller
- 1972 : Auto-patrouille (série TV) : David Bolanz
- 1972 : Insight (série TV) : Mylo
- 1972 : The Rookies (série TV) : Twofer
- 1972 : Docteur Marcus Welby (série TV) : rôle sans nom
- 1972 : Ghost Story (série TV) : Phil Briggs
- 1972 : L'Homme de fer (série TV) : Owen Riggs
- 1972-1973 : Owen Marshall, Counselor at Law (série TV) (2 épisodes) : rôles sans nom
- 1973 : Shaft (série TV) : Gerald Felk
- 1973 : Les Rues de San Francisco (série TV) : Artis Pierce
- 1973 : Griff (série TV) : Tom Alden
- 1973 : The Snoop Sisters (série TV) : Donald Garber
- 1973 : Cannon (série TV) : Wes Martell
- 1974 : Police Story (série TV) : Gene Davis
- 1974 : Barnaby Jones (série TV) : Curt
- 1974 : Les Rues de San Francisco (série TV) (2 épisodes) : Jason / Colonel Carl Abel
- 1975 : Le Justicier (série TV) : Harry Croft
- 1975 : Sergent Anderson (série TV) : Frankie Benson
- 1975 : Cannon (série TV) : Rod Blaney
- 1976 : La Côte sauvage (série TV) : Butch
- 1976 : Joe Forrester (série TV) : rôle sans nom
- 1976 : Spencer's Pilots (série TV) : Mark
- 1976 : Section contre-enquête (série TV) : Stearns
- 1977 : Police Story (série TV) : Frank Mahoney
- 1977 : Les Rues de San Francisco (série TV) : Thor Olafson
- 1978 : Chips (série TV) : Sid
- 1979 : Wonder Woman (série TV) : Lucas
- 1979 : Starsky et Hutch (série TV) : Eddie Carlyle
- 1979 : Hawaï police d'État (série TV) : Mark
- 1981 : Riker (série TV) : Brennan
- 1982 : The Phoenix (série TV) : Jack Houghton
- 1982 : Matthew Star (série TV) : Burt Garner
- 1982 : Pour l'amour du risque (série TV) : Pete
- 1982 : Devlin Connection (série TV) : Kroll
- 1982 : Seven Brides for Seven Brothers (série TV) : Ray Mason
- 1982 : Shérif, fais-moi peur (The Dukes of Hazzard) (série TV) (saison 4, épisode 23 "Danger sur Hazzard") : Loggins
- 1983 : Bay City Blues (série TV) : Wheeden
- 1984 : Shérif, fais-moi peur (The Dukes of Hazzard) (série TV) (saison 6, épisode 19 "Norman le parano") : Jake
- 1984 : L'Homme au Katana (série TV) : Loring
- 1984 : Les deux font la paire (série TV) : Roland Brooks
- 1984 : Partners in Crime (série TV) : Max Dixon
- 1985 : L'Agence tous risques (série TV) : Meeks
- 1988 : Santa Barbara (série TV) : Sam
- 1990 : Yellowthread Street (série TV) : Whiteman
- 1990 : The New Adam-12 (série TV) : Glenn
- 1995 : Docteur Quinn, femme médecin (série TV) : Bill Baynes
- 1997 : Urgences (série TV) : Tom Melgato

## Mini-séries
- 1995 : Dazzle (Judith Krantz's Dazzle) de Richard A. Colla : Shériff

## Téléfilms
- 1971 : The Sheriff de David Lowell Rich : Harve Gregory
- 1971 : The City de Daniel Petrie : L'homme sans nom
- 1974 : Wonder Woman de Vincent McEveety : Steve Trevor
- 1975 : Last Hours Before Morning de Joseph Hardy : Ty Randolph
- 1977 : Murder in Peyton Place de Bruce Kessler : Springer
- 1982 : Massarati and the Brain (en) de Harvey Hart : Nick Henry
- 1987 : Cameo by Night de Paul Lynch : Red
- 1996 : Pistol Pete de John Rich : Ben Thompson
- 1996 : Humanoïd, terreur abyssale de Jeff Yonis : Shériff Barnes
- 1999 : Destins confondus de Douglas Barr : Reporter de la cour de justice

## Films
- 1967 : Le Dernier Safari (The Last Safari) d'Henry Hathaway : Casey
- 1969 : Un homme qui me plaît de Claude Lelouch : Paul
- 1972 : Ben de Phil Karlson : Joe Greer
- 1975 : Half a House de Brice Mack : Artie
- 1984 : Mission finale (Final Mission) de Cirio H. Santiago : Shérif du comté de Pinesville
- 1985 : Vengeance (Naked Vengeance) de Cirio H. Santiago : Fletch
- 1986 : The Destroyers (The Devastator) de Cirio H. Santiago : Shériff
- 1988 : Fast Gun de Cirio H. Santiago : Harper
- 1991 : Death Falls de June Samson : Shériff Perrin
- 1993 : The November Man de Paul Williams : Sergent Major
- 1995 : Puppet Master 5 de Jeff Burr : Le second homme
- 1995 : Piranha (en) de Scott P. Levy : Shériff Carl
- 2003 : The Skin Horse de Tyrus Coursey et Karen Goodman : Lieutenant Harrison
- 2004 : Mean Creek de Jacob Aaron Estes : Détective Wright